# José Mateus
José Mateus (Castelo Branco, 1963) é um arquiteto português.
É Presidente Executivo e Associado da Trienal Arquitectura de Lisboa.
É sócio-fundador, juntamente com o seu irmão Nuno Mateus, do atelier ARX Portugal.

## Formação
Licenciatura em Arquitectura na Faculdade de Arquitectura da Universidade Técnica de Lisboa, 1986.

## Ocupação
Paralelamente à atividade de arquiteto que desenvolve na ARX Portugal, é ainda fundador e presidente da Trienal de Arquitetura de Lisboa.
Proferiu e participou em diversas conferências sobre o trabalho da ARX em Portugal, Bélgica, Brasil, Espanha, EUA, Hungria, Itália, Japão, Noruega.
Foi autor da revista semestral Linha do Expresso e das séries de televisão Tempo&Traço na SIC Notícias.